# Mariholm
Mariholm ist eine Insel im Archipel der Südlichen Orkneyinseln. Sie ist die höchste und östlichste einer Gruppe kleiner Inseln, die 500 m südlich von Moe Island liegt.
Der Name der Insel ist erstmals auf einer Landkarte verzeichnet, die auf den Vermessungen durch den norwegischen Walfängerkapitän Petter Sørlle zwischen 1912 und 1913 basiert. Namensgeberin ist Marion Sørlle (genannt „Mari“, später verheiratete Winge, 1910–1997), eine von Sørlles Töchtern.